# Trajan Djankov
Trajan Djankov (in bulgaro Траян Дянков?; traslitterazione anglosassone: Trayan Dyankov; Varna, 21 giugno 1976 – Varna, 1º agosto 2016) è stato un calciatore bulgaro, di ruolo difensore.
È scomparso nel 2016 all'età di 40 anni a seguito di un attacco cardiaco.

## Carriera

### Club
Dopo esperienze a Spartak Varna, Velbazhd, Lokomotiv Plovdiv e Dinamo Machačkala passa al Černomorec Burgas. Nel 2004 ha vinto un campionato bulgaro con il Lokomotiv Plovdiv.

## Palmarès

### Club

#### Competizioni nazionali
- Seconda Lega (Bulgaria): 1

1994-1995